# Маркьонни, Марко
Ма́рко Маркьо́нни (итал. Marco Marchionni; род. 22 июля 1980[…], Монтеротондо, Лацио) — итальянский футболист, полузащитник; тренер. Выступал за сборную Италии.

## Карьера
Он начал свою профессиональную карьеру в «Эмполи» в 1998 году, к которому он присоединился из «Монтеротондо». Отыграв три года, он уехал в «Парму». В течение двух лет он провёл всего 25 матчей и отправился в «Пьяченцу» на правах аренды, чтобы получить больше игровой практики.
В сезоне 2003/04 при тренере Чезаре Пранделли Маркьонни по-настоящему расцвёл. Этот сезон стал очень удачным для него, он сыграл 35 игр и забил 6 голов. 12 ноября 2003 года он дебютировал в сборной Италии в товарищеском матче против Польши.
В следующим сезоне Марко сыграл 32 игры и забил 6 голов. Сезон 2005/06 был неплохим для Маркьонни, он закончил сезон с 31 матчами и 4 голами. Его талант и относительно молодой возраст привлекли к себе внимание «Ювентуса». Марко присоединился к своей новой команде на правах свободного агента в июне 2006 года.
В июле 2009 года Маркьонни перешёл из «Ювентуса» в «Фиорентину». Одновременно оба клуба договорились о трансфере в обратном направлении Фелипе Мело.